# Friedrich von Heiden (Regierungsrat)
Friedrich von Heiden (* 1595; † 28. Oktober 1681) war Geheimer Regierungsrat zu Kleve, Herr zu Bruch, Rhade und Schönrath. Er entstammte der niederrheinischen Linie des westfälischen Adelsgeschlechts Heiden. Er war von 1643 bis 1648 Friedensdelegat in Münster und setzte seinen Namen unter den Friedensvertrag. Von Heiden wurde am 13. September 1655 in den Reichsfreiherrenstand erhoben.
Der Große Kurfürst von Brandenburg, Friedrich Wilhelm, ernannte von Heiden am 8. Januar 1648 durch eine concessio jurisdictionis zum Gerichtsherren von Haus Bruch. Er übertrug ihm die Gerichtshoheit in der (Unter-)Herrlichkeit Bruch. Zum Gericht Bruch sollten die Dörfer des Kirchspiels Hattingen und außerdem Linden-Dahlhausen gehören. Dies führte zum Interessenkonflikt mit dem Stiepeler Gerichtsherrn und Blankensteiner Drosten Johann Georg von Syberg zu Kemnade. 1683 wurde ein Permutationskontrakt geschlossen. Der Landesherr unterstellte die Bauerschaften Holthausen, Welper und Baak der Jurisdiktion des Hauses Bruch. Die Bauerschaften Linden, Winz, Stüter, Sprockhövel und Bredenscheid wurden wieder der Jurisdiktion des Amtes Blankenstein unterstellt.
Er ehelichte Katharina von Wylich und Lottum. Sein Sohn Friedrich von Heyden (1633–1715) wurde General der Infanterie, sein Sohn Johann Siegmund von Heyden (1641–1724) General der Kavallerie.